# Schkeuditz
Schkeuditz is een gemeente in de Duitse deelstaat Saksen, gelegen in de Landkreis Nordsachsen. De plaats telt 18.287 inwoners.
Op ongeveer 2,5 kilometer zuidwaarts passeert de gekanaliseerde Luppe rivier. De Elster, een kronkelend beekje, stroomt net ten zuiden langs de bebouwde kom en mondt 3 kilometer naar het westen uit in de Luppe.

## Verkeer
Schkeuditz ligt aan de A9 die bij de Schkeuditzer Kreuz de A14 kruist. Luchthaven Leipzig/Halle ligt in de gemeente. Verder heeft de gemeente twee treinstations aan de Spoorlijn Maagdenburg - Leipzig (Station Schkeuditz en Station Schkeuditz West) en een station aan de Hogesnelheidslijn Erfurt - Leipzig/Halle (Station Flughafen Leipzig/Halle). Deze stations worden mede bedient door de S-Bahn Mitteldeutschland. Daarnaast is Schkeuditz middels lijn 11 aangesloten op de Tram van Leipzig.
Arzberg ·
Bad Düben ·
Beilrode ·
Belgern-Schildau ·
Cavertitz ·
Dahlen ·
Delitzsch ·
Doberschütz ·
Dommitzsch ·
Dreiheide ·
Eilenburg ·
Elsnig ·
Jesewitz ·
Krostitz ·
Laußig ·
Liebschützberg ·
Löbnitz ·
Mockrehna ·
Mügeln · 
Naundorf ·
Oschatz ·
Rackwitz ·
Schkeuditz ·
Schönwölkau ·
Taucha ·
Torgau ·
Trossin ·
Wermsdorf ·
Wiedemar ·
Zschepplin